# ستيليدا
ستيليس (Στυλίς) هي مدينة في فثيوتيس في مقاطعة كينتريكي إلادا في اليونان.

## توأمة
لستيليدا اتفاقيات توأمة مع:
- أميليا

## أعلام
- أتاناسيوس تشولياراس